# BMW E89
La BMW E89 è la seconda generazione della BMW Z4, un'autovettura roadster a due posti prodotta dalla casa automobilistica tedesca BMW dal 2009 al 2016.

## Profilo e storia

### Genesi e debutto
Per l'erede della prima Z4 la Casa dell'Elica pensò di realizzare una roadster meno rude e minimalista del modello precedente, che potesse divenire all'occorrenza anche una granturismo più confortevole, oltre che prestante, senza per questo rinunciare a quei fattori che a suo tempo avevano fatto della E85 e, prima ancora, della Z3 due punti di riferimento nella loro categoria. Le linee della vetture definitiva vennero tracciate nel 2006, mentre i primi esemplari vennero prodotti nell'autunno del 2008, non più nello stabilimento statunitense di Spartanburg, ma nello stabilimento BMW di Ratisbona (Germania). Una prima presentazione alla stampa avvenne il 13 dicembre 2008, mentre la prima presentazione al pubblico avvenne al Salone di Detroit nel gennaio 2009. La commercializzazione fu invece avviata a partire dal 9 maggio seguente.

#### Design esterno ed interno

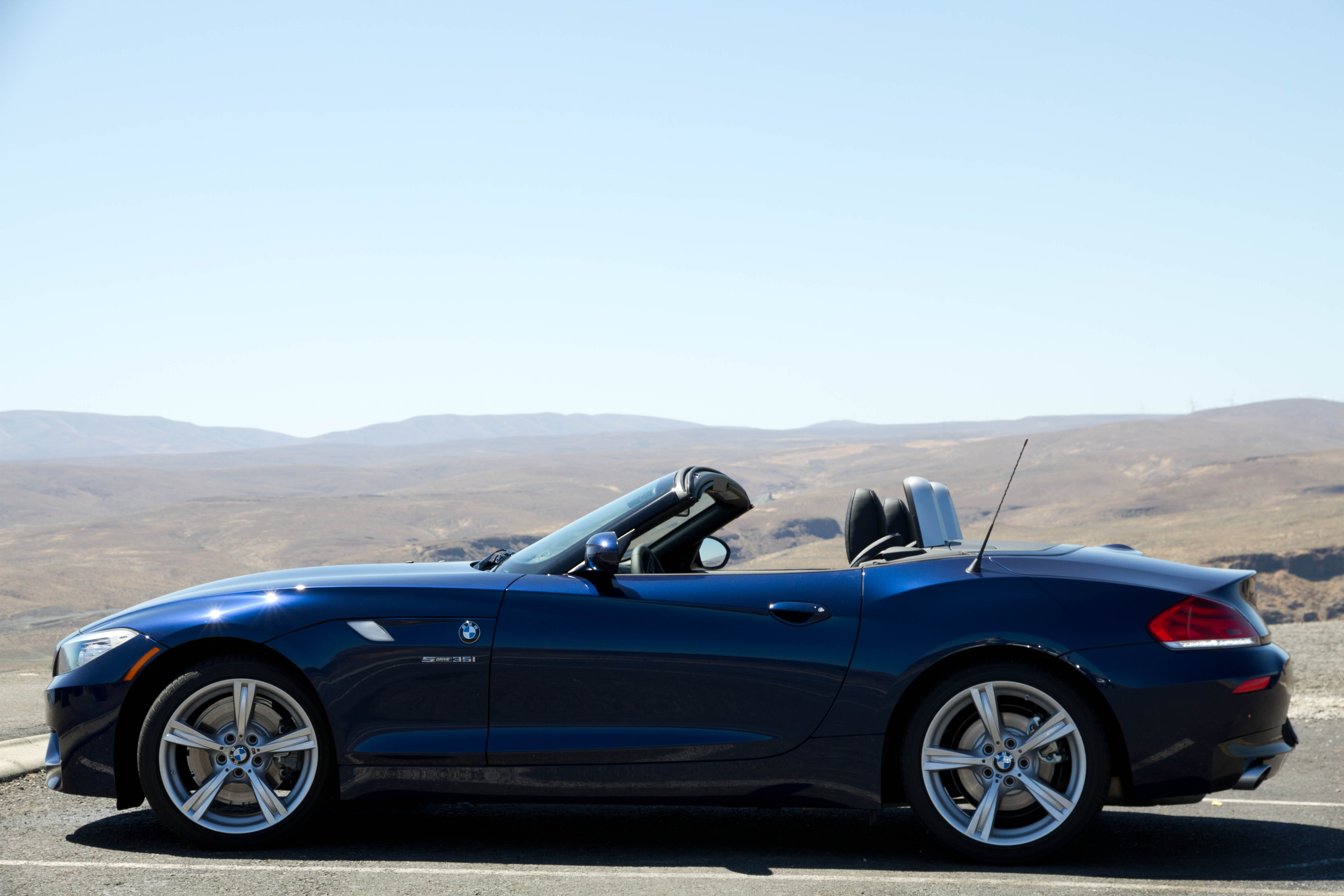
Vista laterale

L'impostazione della carrozzeria della Z4 E89 rimase fedele al modello precedente, pertanto vennero mantenuti quei capisaldi che definiscono il concetto stesso di roadster, e cioè cofano molto lungo e abitacolo arretrato, quasi all'altezza del retrotreno. Ferma restando anche l'equipe di designer diretta da Chris Bangle, i contenuti stilistici della E89 subirono invece una virata decisa rispetto al mix quasi estremo di spigoli e curve che aveva caratterizzato la precedente Z4. Nella nuova generazione del 2009, la Z4 ricevette un "abito" più elegante e lineare, sebbene non privo di elementi che ne sottolineavano l'indole sportiveggiante. Gli spigoli e le curve apparivano meglio miscelati fra loro in un corpo vettura più lungo di 15 cm rispetto alla Z4 E85, ma dal passo rimasto sostanzialmente immutato. Tanta gentilezza in più nelle linee della E89 vide il contributo decisivo di due donne appartenenti allo staff di Bangle, anzi, si può dire che la Z4 E89 sia stata la prima BMW disegnata da due donne, le signore Juliane Blasi e Nadya Arnaout, autrici rispettivamente degli esterni e degli interni. Un altro degli aspetti che maggiormente distingueva la seconda Z4 dalla prima fu la presenza, nella E89, di un tetto ripiegabile in metallo, a differenza della capote in tela utilizzata nella precedente Z4. Ciò fu voluto per contrastare in maniera più decisa ed efficace la sua più diretta rivale, ossia la Mercedes-Benz SLK.

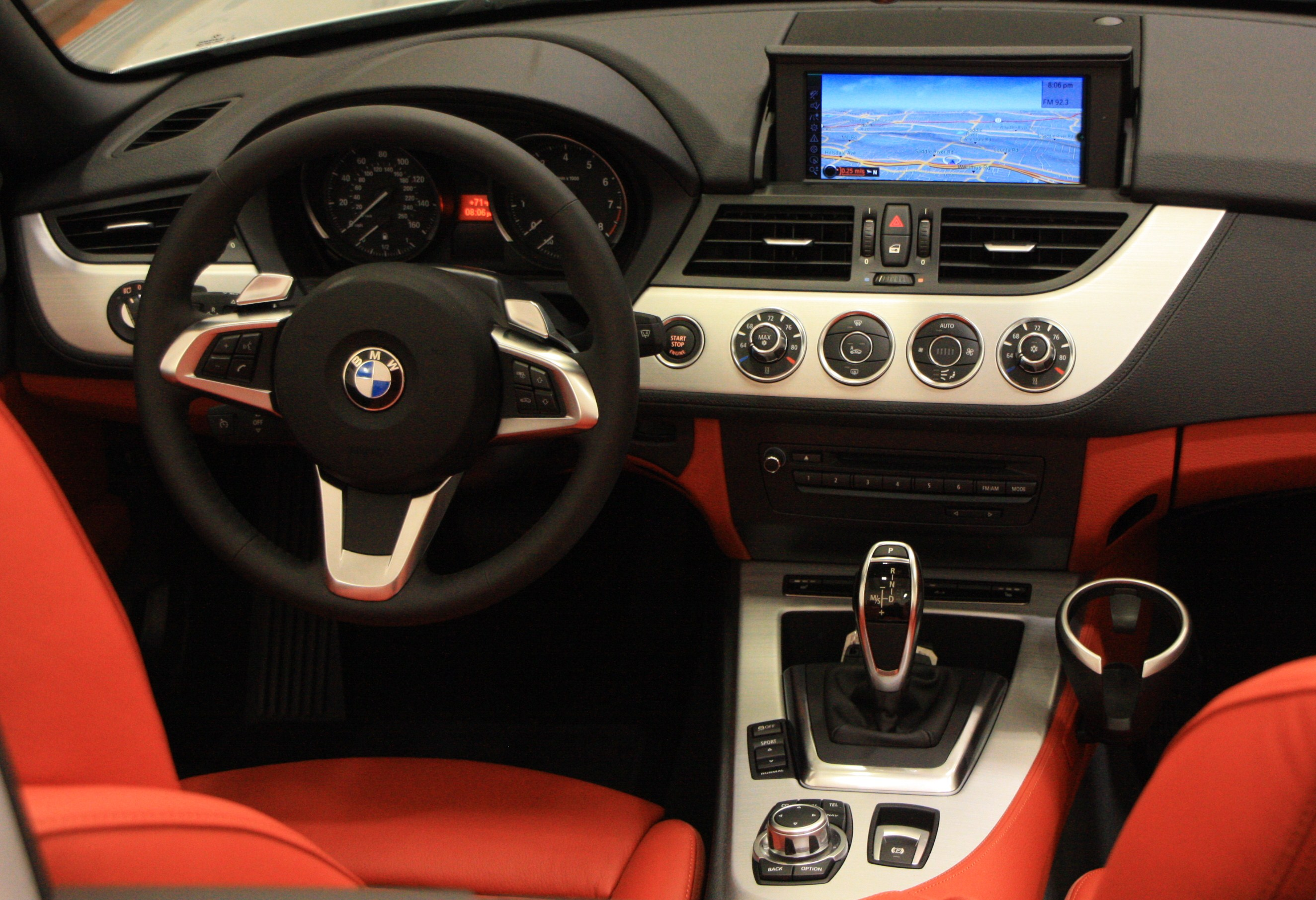
Interni di una BMW Z4

L'abitacolo era leggermente più spazioso rispetto alla precedente Z4, così come il bagagliaio, anche se quest'ultimo, nonostante la coda fosse più sporgente, non riuscì a migliorare che di appena 10 litri la capacità della E85 (310 litri contro 300). Il posto guida venne reso meno minimalista e più ricco di comandi e contenuti tecnologici, primo fra tutti il grande schermo sopra la console centrale, destinato alla gestione dell'impianto multimediale.

#### Struttura, meccanica e motori

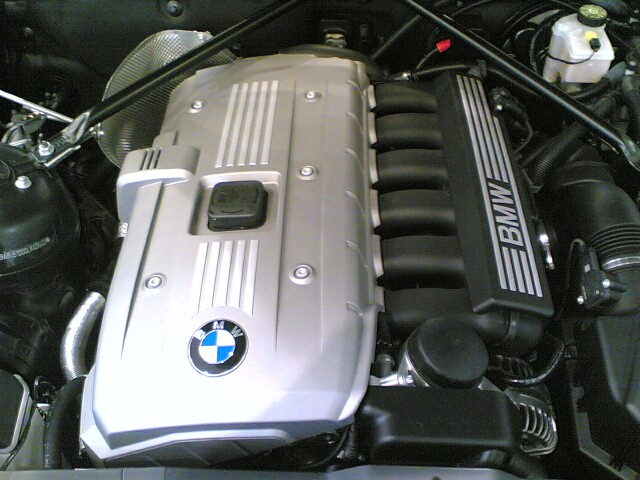
Il motore da 3 litri di una Z4 sDrive30i

Tecnicamente la seconda generazione della Z4 derivò direttamente dalla prima, a partire dal pianale, del quale venne conservata anche la misura dell'interasse. La rigidità torsionale della struttura, che già fece passi da gigante nella prima Z4 rispetto alla Z3, nella E89 riuscì ancora una volta a migliorarsi con l'ausilio di ulteriori rinforzi realizzati in acciai altoresistenziali. Ciò, assieme al tetto rigido in metallo, provocarono un sensibile appesantimento medio della vettura, che arrivò a circa 2 quintali in più in alcuni casi rispetto alla Z4 precedente a parità di motorizzazione. Per quanto riguarda l'architettura meccanica, la Z4 conservò il classico schema che in vetture del genere è quasi d'obbligo, ossia motore anteriore longitudinale e trazione posteriore. Il cambio manuale a 6 marce era in blocco con il motore stesso e quest'ultimo venne arretrato il più possibile in modo da ottenere una distribuzione ottimale dei pesi fra avantreno e retrotreno. La meccanica telaistica della E89 prevedeva un avantreno di tipo MacPherson ed un retrotreno multilink, con ammortizzatori a gas a doppio effetto. Su entrambi gli assi venne inoltre montata una barra antirollio. L'impianto frenante fu invece maggiorato nelle dimensioni dei quattro dischi, sia per la maggior potenza dei propulsori, sia per l'aumento della massa dei modelli costituenti la gamma. Per la prima volta venne installato un freno di stazionamento a comando elettrico.
Al suo debutto, la Z4 E89 fu proposta in tre motorizzazioni, tutte a benzina:
- sDrive23i, versione di accesso alla gamma d'esordio, dotata di un motore N52 da 2497 cm³ della potenza massima di 204 CV;
- sDrive30i, motorizzazione intermedia costituita da un motore N52 da 2996 cm³ con potenza massima di 258 CV;
- sDrive35i, motorizzazione di punta, unica sovralimentata della gamma. La sovralimentazione avveniva mediante un turbocompressore che permetteva al 3 litri N54 di raggiungere una potenza massima di 306 CV.

### Evoluzione
Il primo aggiornamento alla gamma della Z4 E89 è di aprile 2010 con l'arrivo della versione sDrive35is, nuovo vertice di gamma, equipaggiata con un cambio robotizzato a doppia frizione a 7 rapporti. Nel settembre 2011 spariscono dal listino i modelli sDrive23i (con motore da 204 CV) e sDrive30i (con motore da 258 CV), e al loro posto entrano in produzione i modelli sDrive20i e sDrive28i, che per la prima volta introducono un motore a 4 cilindri turbo da 2 litri. In termini di potenza le prestazioni sono inferiori (rispettivamente 184 e 245 CV), ma si ha un sensibile guadagno in termini di coppia motrice e consumi inferiori. Optional un cambio automatico a 8 rapporti con comandi al volante.
All'inizio del 2013 il modello è oggetto di un leggero restyling: varia il disegno delle "branchie" laterali che ora integrano gli indicatori di direzione, vengono rivisitati i fari anteriori con luci di posizione ad anello con integrata una striscia di LED, inoltre viene introdotta la possibilità di optare per una colorazione diversa tra tettuccio e corpo vettura. Viene anche introdotta una nuova motorizzazione di base, costituita dal 2 litri turbo con potenza ridotta a 156 CV, identificata dalla sigla Z4 sDrive18i.
La gamma non subì più ulteriori aggiornamenti fino alla fine della carriera commerciale del modello, giunta il 22 giugno del 2016.

## Riepilogo caratteristiche
Di seguito vengono riepilogate le caratteristiche relative alla gamma della prima generazione della Z4. I prezzi riportati sono in euro e si riferiscono al momento del debutto nel mercato italiano:
| BMW Z4 E89 (2009-16)                    |        |            |                                      |                |                 |                       |                    |              |                     |                    |                       |                    |                  |
| Modello                                 | Motore | Cilindrata | Alimentazione                        | Potenza CV/rpm | Coppia Nm/rpm   | Cambio/ N°rapporti    | Massa a vuoto (kg) | Velocità max | Acceler. 0–100 km/h | Consumo (l/100 km) | Emissioni CO2/ (g/km) | Anni di produzione | Prezzo all'epoca |
| Z4 sDrive18i                            | N20B20 | 1997       | Iniezione diretta + turbocompressore | 156/5000       | 240/ 1250-4400  | Manuale 6 marce       | 1.395              | 221          | 7"9                 | 6,8                | 159                   | 03/2013-08/2016    | 36.950           |
| Z4 sDrive20i                            | N20B20 | 1997       | Iniezione diretta + turbocompressore | 184/5000       | 270/ 1250-4500  | Manuale 6 marce       | 1.395              | 235          | 6"9                 | 6,8                | 159                   | 09/2011-08/2016    | 39.123           |
| Z4 sDrive23i                            | N52B25 | 2497       | Iniezione indiretta                  | 204/6400       | 250/ 2750-3000  | Manuale 6 marce       | 1.405              | 242          | 6"6                 | 8,5                | 199                   | 05/2009-08/2011    | 39.551           |
| Z4 sDrive28i                            | N20B20 | 1997       | Iniezione diretta + turbocompressore | 245/ 5000-6000 | 350/ 1250-4800  | Manuale 6 marce       | 1.400              | 250          | 5"6                 | 6,8                | 159                   | 09/2011-08/2016    | 45.930           |
| Z4 sDrive30i                            | N52B30 | 2996       | Iniezione indiretta                  | 258/6600       | 310/ 2600-3000  | Manuale 6 marce       | 1.415              | 250          | 5"8                 | 8,5                | 199                   | 05/2009-08/2011    | 44.951           |
| Z4 sDrive35i                            | N54B30 | 2979       | Iniezione diretta biturbo            | 306/5800       | 400/ 1300-5000  | Manuale 6 marce       | 1.505              | 250          | 5"2                 | 9,4                | 219                   | 05/2009-08/2011    | 50.551           |
| Z4 sDrive35is                           | N54B30 | 2979       | Iniezione diretta biturbo            | 340/5900       | 4501/ 1500-4500 | Automatico 7 rapporti | 1.525              | 250          | 4"8                 | 9,1                | 210                   | 03/2010-08/2016    | 59.801           |
| Note: 1500 Nm con la funzione overboost |        |            |                                      |                |                 |                       |                    |              |                     |                    |                       |                    |                  |

## Versioni speciali

### Fuoriserie su base Z4 E89

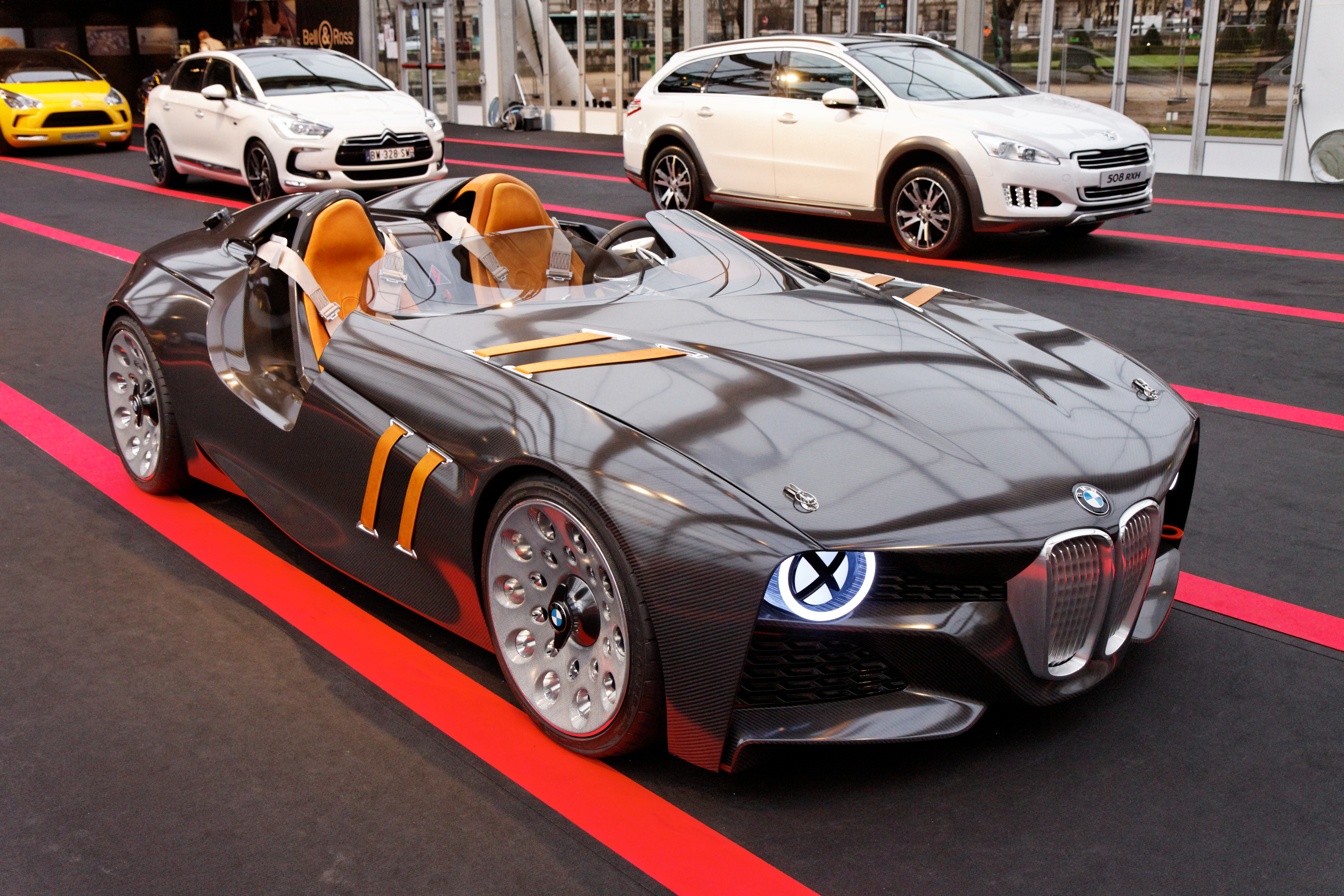
BMW 328 Hommage

Due sono state le principali fuoriserie realizzate sulla base della seconda generazione del Z4. Entrambe sono state "vestite" da Zagato, il noto carrozziere milanese. Una di esse mantenne la classica carrozzeria di tipo roadster e prese appunto il nome di BMW Zagato Roadster, mentre l'altra venne ricarrozzata in un'inedita variante coupé e venne quindi denominata BMW Z4 Zagato Coupé. Entrambe vennero presentate nel 2012 e la versione con carrozzeria chiusa rimase l'unica coupé realizzata sulla base della BMW E89.

## Attività sportiva

### Le Z4 GT3 e GTE

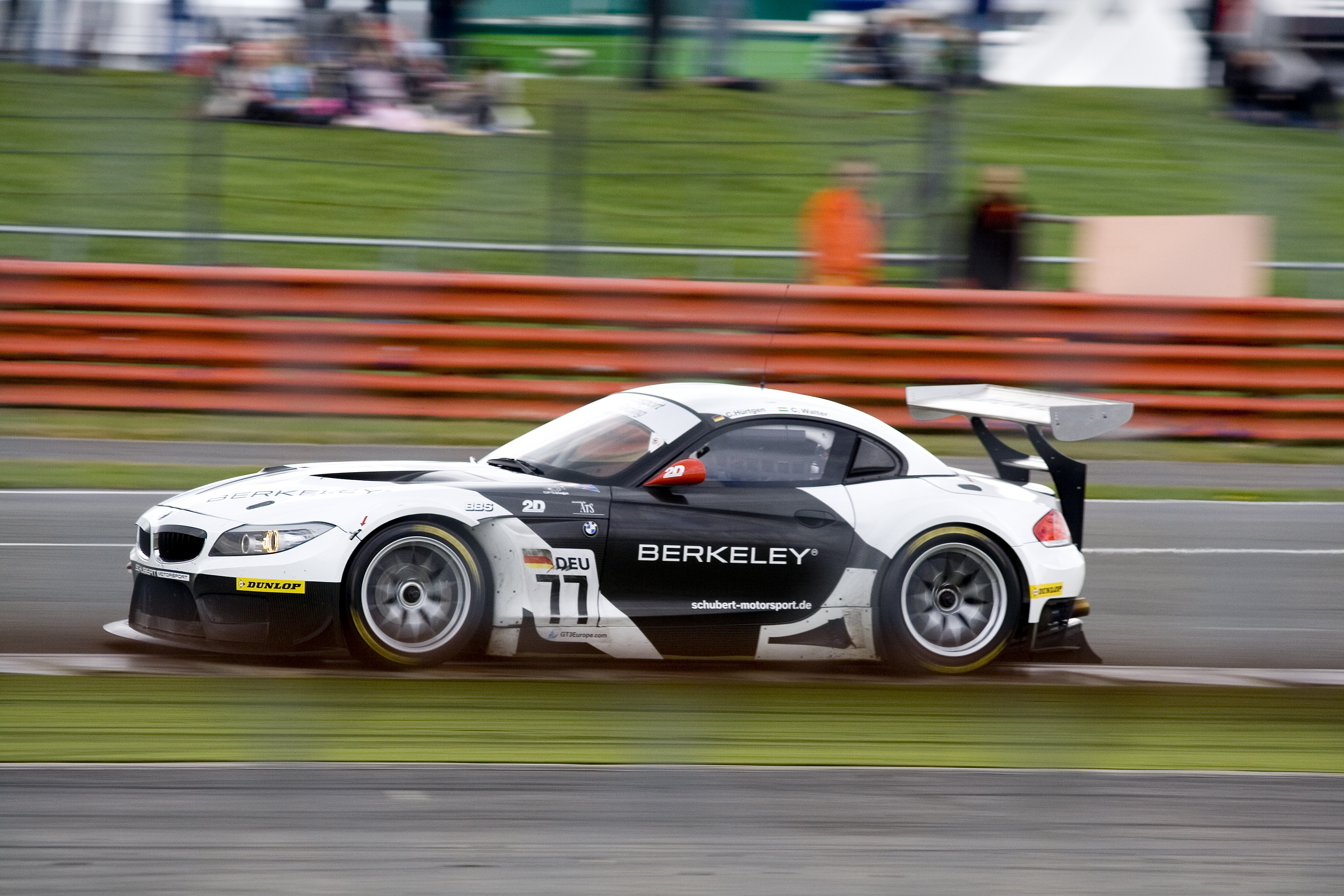
BMW Z4 GT3 del Need For Speed Schubert Motorsport

Nel 2010 venne presentata la Z4 GT3, una vettura da competizione realizzata sulla base della Z4 E89 per gareggiare nel campionato FIA-GT3. Tale vettura montava un V8 derivato dal 4 litri aspirato S65 già montato sotto il cofano della M3 prodotta in quegli anni, ma debitamente preparato in maniera tale da raggiungere una potenza massima di 480 CV. Ma in breve tempo la cilindrata venne portata a 4,4 litri e la potenza salì fino a 515 CV. Presente anche un telaio specifico con sospensioni specifiche per i tracciati su pista ed un impianto frenante maggiorato. L'albo d'oro della Z4 GT3 comprendeva due vittorie, rispettivamente alla 24 Ore di Dubai del 2011 e alla 24 Ore di Spa-Francorchamps del 2015. Ma non vanno scordati i due secondi posti alla 24 Ore del Nürburgring nelle edizioni 2013 e 2015.

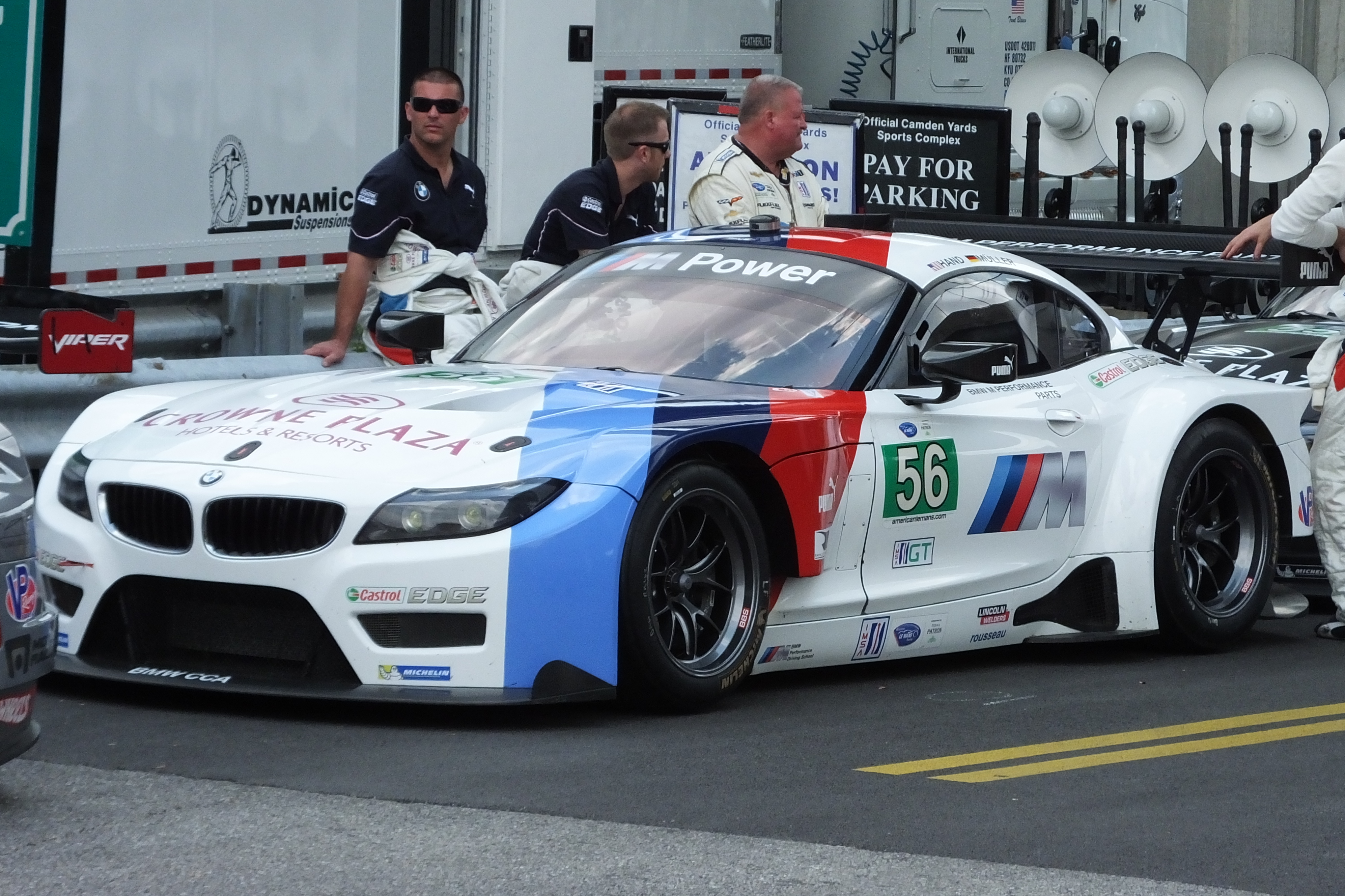
BMW Z4 GTE del 2013

Un'evoluzione di questa vettura, denominata Z4 GTE venne introdotta nel 2012 per competere in categoria GT2. Meccanicamente e motoristicamente molto simile alla versione GT3, se ne differenziava principalmente per l'aerodinamica rivisitata in maniera tale da generare una maggior deportanza e quindi schiacciare di più la vettura al suolo. Molto più prominenti anche i parafanghi e i passaruota posteriori.